# À la recherche de l'amour perdu
Albums de Melissa Mars
La reine des abeilles
(2005)
À la recherche de l'amour perdu est le troisième album de la chanteuse Melissa Mars, sorti le 17 septembre 2007.

## Liste des titres
| No  | Titre                                  | Auteur                                                   | Durée |
| --- | -------------------------------------- | -------------------------------------------------------- | ----- |
| 1.  | Army Of Love                           | Melissa Mars & Lilas Klif / Melissa Mars & Pressure Zone |       |
| 2.  | Marsmallow                             | Lilas Klif / Melissa Mars                                |       |
| 3.  | Androgyne                              | Lilas Klif & Melissa Mars / Asdorve                      |       |
| 4.  | Metal Boy                              | Melissa Mars & Lilas Klif / Obispo                       |       |
| 5.  | Love Machine                           | Melissa Mars & Lilas Klif / Obispo                       |       |
| 6.  | 1h13                                   | Melissa Mars & Lilas Klif / Melissa Mars & Pressure Zone |       |
| 7.  | Et si nous 2 (featuring Pascal Obispo) | Melissa Mars & Lilas Klif / Obispo                       |       |
| 8.  | L'être-ange Mephisto                   | Lilas Klif & Melissa Mars / Obispo & Melissa Mars        |       |
| 9.  | Horror Movies                          | Lilas Klif / Melissa Mars                                |       |
| 10. | Nomad's Land                           | Melissa Mars                                             |       |
| 11. | Little Blue                            | Lilas Klif / Gary Lucas / Melissa Mars                   |       |
| 12. | Basilea                                | Lilas Klif & Melissa Mars / Asdorve                      |       |

## Singles
- Love Machine
- Et Si Nous 2 (feat. Obispo)
- Army of Love
- Horror Movies